# Собачьи звёзды (фильм)
«Собачьи звёзды» (англ. The Dog Stars) — предстоящий постапокалиптический фантастический фильм режиссёра Ридли Скотта, основанный на одноимённом романе Питера Хеллера. Его премьера запланирована на 27 марта 2026 года.

## Сюжет
В постапокалиптическом мире будущего вирус убивает большую часть человечества. Выжившие сталкиваются с бродячими мусорщиками. Главный герой Хиг, пилот, потерявший жену, живёт на заброшенном аэродроме в Колорадо вместе с угрюмым стрелком.

## В ролях
- Джейкоб Элорди — Хиг
- Маргарет Куолли
- Джош Бролин
- Гай Пирс
- Бенедикт Вонг

## Производство
В ноябре 2024 года Ридли Скотт заявил, что собирается снять научно-фантастический фильм, сценарий к которому уже написан. Позднее стало известно, что это экранизация романа «Собачьи звёзды» Питера Хеллера 2012 года, адаптированный сценарий к которому написал Марк Л. Смит. В январе 2025 года стало известно, что одна из главных ролей была предложена Джейкобу Элорди, а месяц спустя стало известно, что в фильме также снимутся Маргарет Куолли, Джош Бролин и Гай Пирс. В мае к актёрскому составу присоединился Бенедикт Вонг.
Съёмки фильма начались в конце апреля 2025 года в Италии.

## Премьера
Премьера фильма в кинотеатрах США запланирована на 27 марта 2026 года.